# GIグループ
GIグループ（ジーアイグループ）は、株式会社ベストランド、株式会社ネットランドをはじめとして、中古不動産事業や経営支援サービスなどの事業を展開する企業グループである。旧グループ名はOGIグループ（オージーアイグループ）であるが、2017年9月に、GIグループに変更された。

## 概要
GIグループは、純粋持株会社の株式会社ゼネラルインベストメントが出資する企業を中心とした企業グループの総称である。主力事業としては、法人向けITサービス事業とインキュベーション事業を展開する株式会社ネットランド、中古住宅再生事業や不動産投資事業などを展開する株式会社ベストランドなどがある。
人材派遣のスタッフサービスグループ創業者、岡野保次郎が2007年に人材派遣事業部門をリクルートに売却し、その他の事業部門を中心とした新たな企業グループとして2008年2月に創業された。

## グループ主要事業
株式会社ゼネラルインベストメント
純粋持株会社
株式会社ネットランド
法人向けクラウド関連製品・サービス、各種ソフトウェア・ハードウェアなどの販売、導入サポート、運用支援、起業家向けインキュベーションサービス、他
株式会社ベストランド
中古住宅再生事業（マイランド事業）：居住用中古住宅と収益用中古住宅の買取・再販事業
不動産投資事業：中小ビルを中心とした中古収益不動産の投資、再生、保有賃貸、リーシング、買取再販
仲介事業
その他ファミリー企業
- アイランドホースリゾート那須
- 那須野ケ原ファーム
- 大手町地所株式会社

## 沿革
- 1981年11月 - 人材派遣会社として株式会社スタッフサービスを創業
- 2002年4月 - 大手町地所株式会社を設立
- 2004年10月 - 有限会社那須野ケ原ファームを設立
- 2007年12月 - スタッフサービスグループの人材派遣部門を株式会社リクルートに売却
- 2008年2月 - OGIグループ創業
- 2009年10月 - 株式会社アイランド不動産（現・ベストランド）を設立
- 2010年 - 中古不動産事業、M&A事業、リゾート・ゴルフ事業、法人営業事業などの事業を展開
- 2014年
  - 1月 - 株式会社日本ファクタリングを設立
  - 3月 - 株式会社リフォーム・ステーションを設立
  - 4月 -「アイランドホースリゾート那須（栃木県）」乗馬施設をオープン
- 2017年
  - 3月 - 株式会社日本ビルダーシステムを設立
  - 9月 - グループ名をGIグループに変更。純粋持株会社の株式会社O.G.I.を、株式会社ゼネラルインベストメントに社名変更
- 2018年1月 - 株式会社ネットランド設立